# Thremma tellae
Thremma tellae is een schietmot uit de familie Thremmatidae. De soort komt voor in het Palearctisch gebied.